# Pitstop II
Pitstop II ist ein Formel-1-Rennspiel, das 1984 von der Spielefirma Epyx für den Commodore 64 entwickelt wurde (in Europa von der Firma U.S. Gold veröffentlicht). Das Spiel erlaubt es ein Kopf-an-Kopf Rennen auf einem horizontal geteilten Bildschirm zu bestreiten. Es ist die Fortsetzung des 1983 erschienenen Pitstop und wurde auf viele populäre Plattformen portiert.

## Beschreibung
Ziel des Spiels ist es, in einer bestimmten Zeit eine Formel-1-Rennstrecke zu absolvieren. Pitstop II wird im Splitscreen-Modus gespielt. Sofern nur ein Spieler eingestellt wird, übernimmt der Computer das Fahrzeug im unteren Bildschirmbereich. Insgesamt bietet Pitstop II sechs verschiedene Rennstrecken: Hockenheim (Deutschland), Sebring (USA), Brands Hatch (England), Watkins Glen (USA), Rouen (Frankreich) und Vallelunga (Italien).
Die anderen Fahrzeuge, die während des Rennens auftauchen und überholt werden müssen, sind reine Dummies.
Für 1984 bereits wegweisende Features waren einerseits der Kraftstoffverbrauch und die Reifenabnutzung. Je öfter der Wagen mit einem anderen Wagen kollidierte, desto stärker werden die Reifen beansprucht – und zwar jeder der vier Reifen individuell. Angezeigt wird der Reifenzustand durch eine Farbmarkierung auf der Lauffläche. Bei neuen Reifen ist die Farbe zunächst schwarz und ändert sich mit zunehmender Abnutzung in hellere Farben. Ist die Markierung erst einmal weiß, reicht eine einzige weitere Berührung zum vorzeitigen Aus. Ist ein Reifen erst einmal geplatzt, ist das Rennen gelaufen. Beschädigte Reifen können in der Box gewechselt werden. Der Spieler steuert einen Mechaniker, der die einzelnen Reifen hin- und herschleppt sowie diese auch wechselt. Auch das Auftanken muss in der Box erfolgen. Dabei muss auf die Tankanzeige geachtet werden, denn ein Überfüllen des Tanks führt zu einem leeren Tank, und man beginnt von vorne mit der Befüllung des Tanks.

## Portierungen
Das Spiel wurde für die folgenden Systeme veröffentlicht: Apple II, Atari-8-bit, PC Booter und Tandy TRS-80.

## Rezeption
Im deutschen Happy Computer Sonderheft 3/85 wird das Spiel wie folgt beschrieben:

„Das erstklassige Autorennspiel aus dem Hause Epyx hat seit seinem Erscheinen hochkarätige Konkurrenten wie Pole Position klar auf die Plätze verwiesen. Dank der sehr guten Grafik mit dem gesplitteten Bildschirm gehört Pitstop II zu den besten Simultanspielen, die derzeit auf dem Markt sind. Das Programm bietet eine ganze Reihe Verbesserungen gegenüber dem ersten Pitstop. Die Stärken des Ur-Programms wurden natürlich übernommen: sechs verschiedene Rennstrecken, drei Schwierigkeitsstufen und die Rundenanzahl (drei, sechs oder neun) stehen zur Auswahl. Im Lauf des Rennens verbraucht ihr Wagen ständig Sprit und die Reifen nutzen sich ab. Um ein Ausscheiden wegen Benzinmangels oder eines defekten Reifens zu verhindern, kann man gegen Ende einer Runde an die Box: fahren. Das Bild wechselt nun und zeigt den Wagen und die Boxencrew, die man jetzt mit dem Joystick steuern muß, Hier heißt es sich sputen, um nicht zuviel Zeit beim Auftanken und Reifenwechseln zu verlieren, Soweit also nur Altbewährtes. Doch bei Pitstop II wurde das Spielvergnügen um 100 Prozent gesteigert. Der Bildschirm wurde in zwei Hälften geteilt (gesplittet): Oben sieht Spieler 1 die Rennstrecke aus seiner Perspektive, unten Spieler 2, Wenn sich kein Partner findet, übernimmt auch der Computer die Rolle des zweiten Mannes. Dadurch,  daß zwei Formel 1-Piloten gleichzeitig auf der Strecke fahren, ergeben sich neben dem individuellen Blickwinkel noch ganz andere reizvolle Aspekte. Zwei rivalisierende Fahrer können sich wilde Überholmanöver liefern oder gegenseitig von der Fahrbahn schubsen. Besonders turbulent wird es, wenn ein. dritter, computergesteuerter Hinderniswagen mit im Bild ist. Man sollte immer auf seine Reifen achten, denn an deren Farbe kann man ihren momentanen Zustand erkennen. Der Computer ist vor allem im schwierigsten Level ein unerbittlicher Gegner, der an den Boxen besonders schnell ist. Am meisten Spaß macht natürlich ein Rennen gegen einen menschlichen Gegner, Grafik und Spielwitz überzeugen voll und machen »Pitstop II« zu einem Muß für Motorsport-Fans.“